# Torcieu

Torcieu este o comună în departamentul Ain din estul Franței.